# Phalombe (distrikt)
Phalombe är ett av Malawis 28 distrikt och ligger i Southern Region. Huvudorten är Phalombe.